# Пођо Сан Лоренцо
Пођо Сан Лоренцо (итал. Poggio San Lorenzo) је насеље у Италији у округу Ријети, региону Лацио.
Према процени из 2011. у насељу је живело 382 становника. Насеље се налази на надморској висини од 495 м.

## Становништво
Према резултатима пописа становништва 2011. у општини је живело 580 становника.
| 1931. | 1936. | 1951. | 1961. | 1971. | 1981. | 1991. | 2001. | 2011. |
| ----- | ----- | ----- | ----- | ----- | ----- | ----- | ----- | ----- |
| 670   | 720   | 703   | 601   | 463   | 446   | 516   | 523   | 580   |